# Kênh đào Xerxes
Kênh đào Xerxes (tiếng Hy Lạp: Διώρυγα του Ξέρξη) là kênh đào điều hướng thông qua bán đảo Núi Athos ở Chalkidiki, phía đông bắc Hy Lạp. Nó được xây dựng vào thế kỷ thứ 5 trước Công nguyên dưới triều đại của vua Xerxes I. Đây là một trong số ít các di tích còn lại của Đế quốc Ba Tư ở châu Âu.

## Vị trí
Kênh đào nằm gần làng Nea Roda trong bán đảo Athos. Nó bắt đầu từ phía đông của Nea Roda trên bờ biển phía bắc, hướng khá thẳng về phía tây nam, về phía bờ biển phía nam, nơi nó kết thúc ở phía tây của làng Tripiti. Kênh đào được bao phủ hoàn toàn bởi các trầm tích, nhưng đường bờ viền của nó có thể nhìn thấy từ các bức ảnh trên không và đã được khai quật bởi một số cuộc khảo sát. Kênh đào có chiều dài 2 kilômét, rộng 30 mét và sâu 3 mét, đủ để một chiếc tàu chiến cổ ba tầng chèo đi qua. Hai đầu của kênh đào có tọa độ lần lượt là 40°22′52,8″B 23°55′43,2″Đ / 40,36667°B 23,91667°Đ và 40°21′54,2″B 23°54′53,9″Đ / 40,35°B 23,9°Đ

## Lịch sử

Bản đồ các cuộc hành quân trong cuộc xâm lược Hy Lạp lần thứ nhất và thứ hai của Ba Tư. Kênh Xerxes được hiển thị ở giữa bản đồ trên đường màu tím.

Trong cuốn Lịch sử của nhà sử học Hy Lạp cổ đại Herodotos kể lại các sự kiện của Chiến tranh Hy Lạp-Ba Tư thì tướng Mardonius vào năm 492 trước Công nguyên đã mất một phần lớn trong hạm đội tàu chiến của mình với 300 tàu và 20.000 người trong một cơn bão khi hạm đội của ông đã cố đi vòng qua các vách đá của bán đảo Athos trong cuộc xâm lược Hy Lạp đầu tiên.
Để chuẩn bị cho cuộc xâm lược Hy Lạp lần thứ hai, Xerxes I vào năm 483 trước Công nguyên đã ra lệnh cho xây dựng một con kênh xuyên qua eo đất phía đông để tránh việc xảy ra thảm họa tương tự. Herodotos suy đoán rằng, niềm kiêu hãnh của Xerxes cũng là một yếu tố thúc đẩy việc xây dựng con kênh.
Theo như tôi phỏng đoán thì Xerxes I đã ra lệnh cho việc đào bới kiêu hãnh này, thể hiện sức mạnh của mình và để lại một đài tưởng niệm; không có rắc rối nào có thể ngăn cản tàu của họ băng qua eo đất nhưng ông ấy đã ra lệnh cho họ đào một con kênh từ biển này sang biển khác, đủ rộng để cho hai con tàu chiến cổ ba tầng chèo đi song song.
Công việc kéo dài trong ba năm dưới sự chỉ đạo của hai kỹ sư Ba Tư Bubares và Artachaies. Nó được hoàn thành vào năm 480 trước Công nguyên bởi những công nhân địa phương, Ai Cập và Phoenicia. Theo Herodotos thì chiều dài của con kênh là 12 stadia, giới hạn hai đầu là các con mương dẫn để tránh việc các con sóng biển làm tắc nghẽn kênh đào. Con kênh sau đó sớm bị xuống cấp vì không được sử dụng sau khi hạm đội Ba Tư đi qua, trên đường đến trận Artemisium và sau đó là Salamis. Cảnh quan của kênh đào vẫn tồn tại cho đến 80 năm sau đó khi Thucydides đề cập đến trong cuốn Lịch sử của cuộc chiến Peloponnesia khoảng năm 400 trước CN.
Sau khi chiếm Amphipolis, Brasidas và các đồng minh đã hành quân đến cái gọi là Actè, hay bờ biển, nơi kênh chảy ra do vua Ba Tư tạo ra và kéo dài vào bán đảo; nó kết thúc ở Athos, một ngọn núi cao phản chiếu xuống biển Aegea.

## Khảo cổ học
Tính xác thực của các ghi chép của Herodotos đã bị nghi ngờ từ thời cổ đại, nhưng các cuộc điều tra về đất đai và địa vật lý trên bán đảo đã xác thực sự tồn tại của kênh đào. Vào thế kỷ 2 TCN, Demetrius của Scepsis tuyên bố dựa trên thông tin rằng thực sự đã có một con kênh ở đó, nhưng anh ta không thể tìm thấy hết toàn bộ dấu vết con kênh.
Ba cuộc điều tra hiện đại riêng biệt của Marie-Gabriel-Florent-Auguste thế kỷ 18, Thomas Abel Brimage Spratt năm 1838 và Adolf Struck năm 1901 tất cả đều tìm thấy bằng chứng về con kênh ở phần trung tâm của eo đất. Nhưng vào cuối năm 1990, chiều dài và rộng của con kênh là chủ đề gây tranh cãi, cũng như câu hỏi liệu kênh có được đào xuyên qua toàn bộ eo đất hay giả thuyết về việc tàu được kéo trên một phần eo đất.
Một cuộc điều tra địa vật lý hợp tác của Anh và Hy Lạp đã được triển khai vào những năm 1990 thông qua việc sử dụng khảo sát địa chấn và phân tích trầm tích. Kết quả là kênh đào đã cắt qua toàn bộ eo đất. Dẫn chứng của Herodotos đã được chứng minh vì cuộc khảo sát cũng xác nhận rằng kênh đào được xây dựng nhanh chóng và chỉ được sử dụng trong một khoảng thời gian ngắn. Các nghiên cứu khác gần đây cho thấy các công nhân bao gồm cả những người lính Achaemenes và người dân địa phương của Balkan (người Thracia và Hy Lạp) được trả công từ ngân khố Ba Tư.

## Hình ảnh

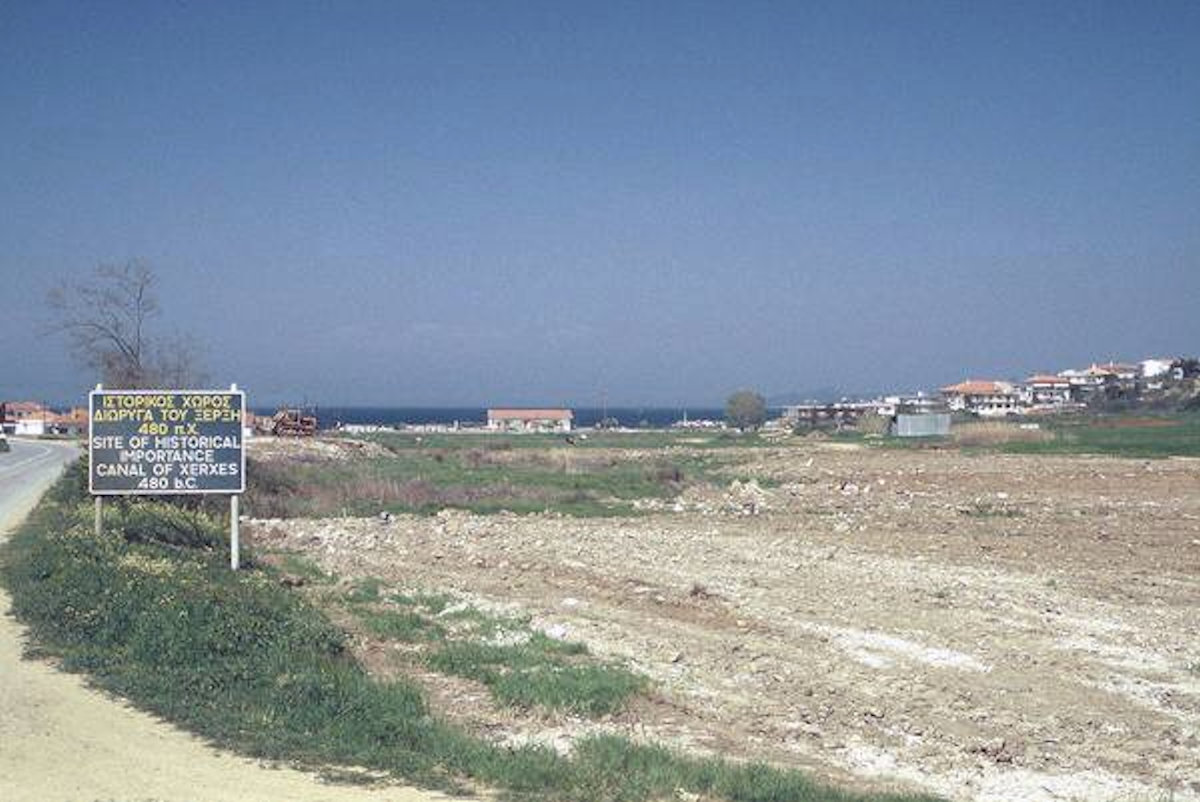
Đầu phía bắc của kênh đào Xerxes, hiện đã lấp đầy bởi trầm tích.
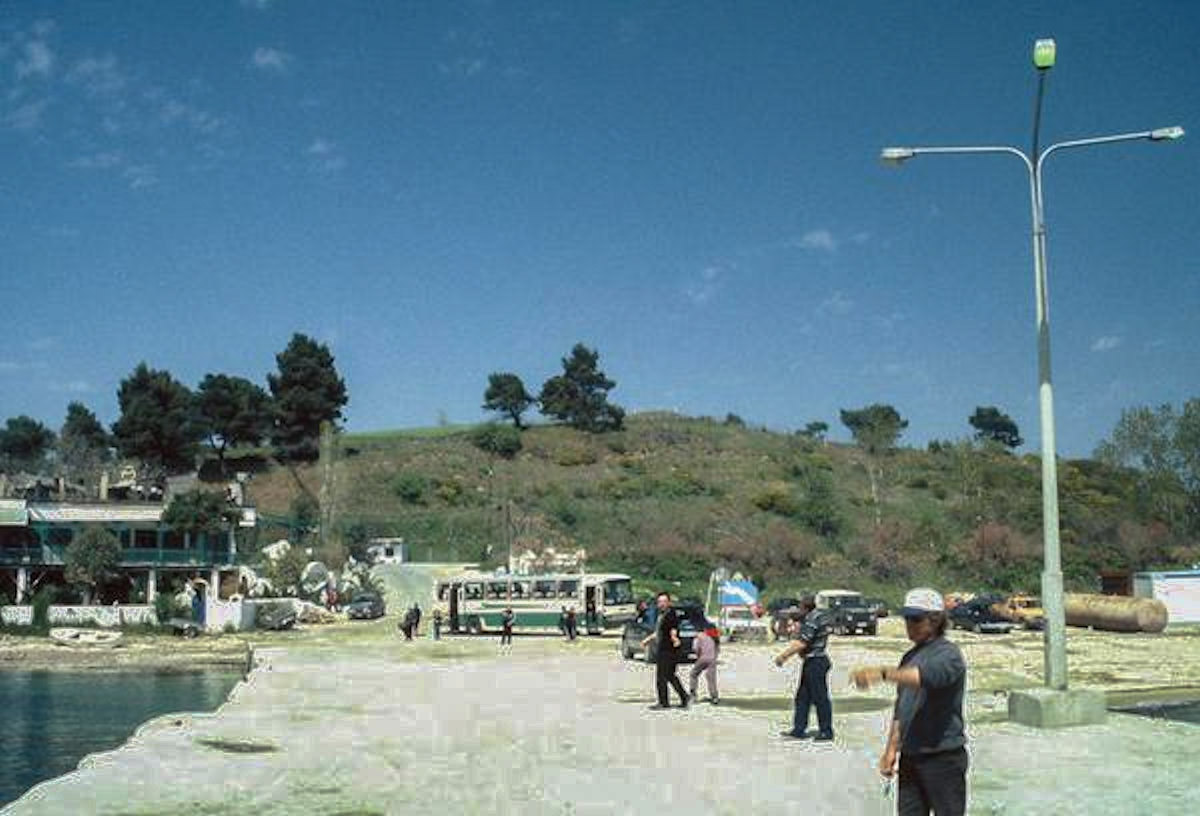
Gò tang lễ ở cuối phía nam của kênh đào Xerxes
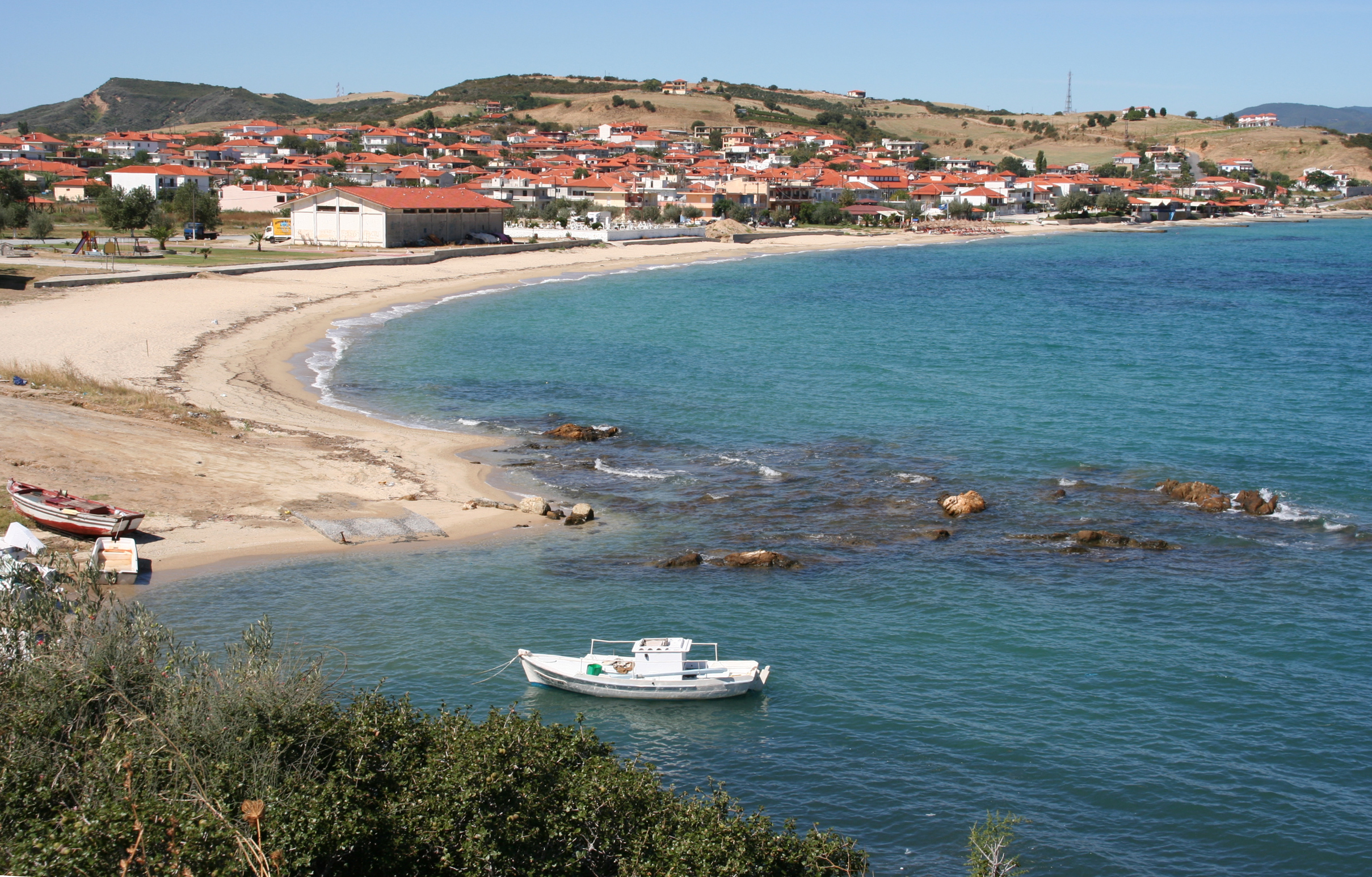
Vị trí của lối vào phía bắc của kênh